# Saint-Mards

Saint-Mards este o comună în departamentul Seine-Maritime, Franța. În 1 ianuarie 2022 avea o populație de 171 de locuitori.